# Јован Зонара
Јован Зонара био је византијски хроничар и теолог.

## Живот
Живео је у 12. веку. Рођен је у Цариграду и потиче из угледне породице. У време императора Алексија Комнина (1081 -  1118) налазио се на високим државним положајима начелника одреда телохранитеља и главног секретара Царства. Изгубивши жену и дете, Зонара је напустио двор и примио је монашки завет. По сведочанствима који су сачувана у неким рукописима, подвизавао се у манастиру свете Гликирије, који се налазио на острву Пропонтиди. Ту се Зонара посветио литерарном раду.

## Дела
- Општа хроника - Ово је његово главно историјско дело названо Изводи из историје. Хроника је написана у 18 књига од стварања света до ступања на престо  Алексија I Комнина. Првих 6 књига садржи опис библијске историје, следећих 6 римске, а остале представљају догађаје из византијске историје.  Већи део хронике настао је простим препричавањем познатих извора (нпр. Јосифа Флавија, Диона Касија), али прворазредни значај имају делови хронике о 3. и 4. веку, пошто су коришћени извори данас изгубљени, као и о владавини Алексија I Комнина.[2]
- Фотијев номоканон - Тумачио је каноне овог номоканона, друге редакције.
- Други радови - Као теолог Зонара је писао коментаре на дела Црквених отаца, интерпретирао је песме Григорија Назијанског, житија и спис о апостолским канонима.

## Метод
У 4. веку канони су прикупљани у зборнике по времену настанка. Зонара је то променио. На првом месту су канони по значају црквеног ауторитета који их је донео, а потом по времену настанка. На првом месту су канони светих апостола и васељенских сабора. На другом месту су канони помесних сабора и, на трећем месту, канони светих отаца.
Пре текста канона Зонара је донео кратку историју сабора, описао је услове црквеног живота у том времену и колико су се ти услови променили у 12. веку.  Када је наилазио на противречност у канонима, Зонара се водио следећим принципима:
1. Каснији канон укида ранији канон о истом предмету.
2. Апостолски канон је важнији од саборског канона.
3. Канон васељенског сабора има већу важност и предност од канона помесног сабора.
4. Канон сабора је претежнији од канона светих отаца.
5. Кад канони нису међусобно сагласни, важи онај који је блажи.

У науци је спорно ко је пре писао коментаре: Аристин или Зонара. Д. Демидов долази до закључка да је Аристин старији коментатор од Зонаре. Неспорно је да су њихова тумачења самостална и  независна једна од других, о чему сведоче и тумачења канона када се упореде. Зонарина тумачења су опширнија од Аристинових.
За разлику од Аристина, Зонара се често упуштао у полемику против учења Римокатоличке цркве. Зонара није писао о односу канона према државним законима. Био је веома објективан и практичан. Због тога су каснији добри канонски зборници називани једноставно Зонара. Зонара је тежио да по сваку цену дође до истине. Приликом тумачења канона, Зонара често одступа од свог непосредног задатка као канонолога и оштро изобличава непоштовање канона, исквареност ћуди његових савременика и противречност народних обичаја наспрам учења и духа хришћанства. Сергије Троицки за Зонару пише: „Не плаши се великих људи”. Под „великим људима” Троицки подразумева цареве, патријархе и митрополите.
Тако у тумачењу 7. неокесаријског канона, који забрањује свештенику да учествује у брачној гозби другобрачног, Зонара је писао: „То је само на папиру, а ми смо видели да су патријарх и неки митрополити веселили се на гозби другобрачног цара”. Претпоставља се да због свога става, Зонара никада није био изабран за епископа.